# Світанок Малібу
«Світанок Малібу» — історичний фантастичний роман Тейлор Дженкінс Рід, який вперше опублікували 1 червня 2021 року у видавництві Ballantine Books. Книга стала бестселером за версією «Нью-Йорк таймс». Потоковий VOD-сервіс Hulu займається екранізацією.

## Сюжет
Пролог починається з історії пожеж Малібу. Пожежа в Малібу 1983 року почалася 27 серпня, в день щорічної літньої вечірки Ніни Ріви. Хто підпалив, залишається загадкою.
Ніна Ріва прокидається одна о сьомій ранку. Чоловік нещодавно зрадив та покинув її, тому вона боїться, щоб люди будуть розпитували її про нього цього вечора на вечірці. У Ніни є два брати: Джей, професійний серфер, і Гуд, серф-фотограф, які час від часу працюють разом. Також в неї є ще молодша сестра Кіт, яка тільки вступає на перший курс коледжу.
У спогадах про 1956 рік її батьки Джун та Мік Ріва зустрічаються в Малібу саме тоді, коли Мік починав свою кар'єру співака. Після того, як у них з Джун народжуються Ніна та Джей, у дверях Джун з'являється жінка і розкриває, що Мік є батьком її сина Гуда. Жінка залишає свою дитину з Джун. Джун прощає Міку його зраду, проте через певний час він кидає її, щоб одружитися з іншою жінкою. Після того, як цей шлюб закінчився розлученням, Мік повертається до Джун. Незабаром вони знову одружуються і народжують Кіт. Однак незабаром Мік знову йде. Джун все частіше п'є, а її діти здебільшого піклуються про себе самі. Напившись, Джун тоне у власній ванній, Ніна стає опікункою братів та сестри. Згодом вона стає професійною моделлю. Всі зароблені гроші вона витрачає на підтримку своїх братів і сестри. У 1982 році вона виходить заміж за професійного тенісиста Брендона Рендалла.
У сьогоденні Джей шукає Лару, жінки, з якою він нещодавно переспав, відчуваючи втіху від її віри в те, що йому буде добре, незважаючи на нещодавно діагностовану хворобу серця. Вона єдина, кому він сказав про хворобу. Кіт сподівається вперше поцілувати хлопця на вечірці. Гуд страждає над тим, як розповісти Джею про свої стосунки з Ешлі. Ніна та її брати та сестра зустрічаються в ресторані на обід, а потім разом займаються серфінгом.
Незадовго до сьомої з'являється Брендон і каже Ніні, що хоче повернутися додому. Брендон благає Ніну прийняти його назад, публічно зізнаючись у коханні та змушуючи її сказати «так». На вечірці Ніна розуміє, що Ешлі та Гуд сплять разом, оскільки Ешлі каже Гуду, що вона вагітна. Ніна також зустрічає Кейсі, молоду жінку, яка блукає по вечірці, яка вважає, що скоріш також донька Міка.
Кіт цілує Рікі Еспозіто й відразу розуміє, що її не цікавлять поцілунки з чоловіками. У машині Гуда Джей каже Ларі, що закоханий у неї. Вони починають займатися сексом, але Джей знаходить оголені фотографії Ешлі в бардачку. Після цього він повторює, що кохає Лару, яка не відчуває того ж до нього. Розлючений Джей вирушає на пошуки Гуда, який вирішує розповісти Джею правду.
Приходить коханка Брендона, і Ніна розуміє, що їй не потрібно легковажно приймати все, що з нею відбувається. Ніна каже Брендону піти назавжди.
На вечірку приходить Мік і бачить, що Джей та Гуд б'ються. Пізніше він і його діти розмовляють. Мік знову хоче бути частиною їхнього життя. Ніна каже, що Мік насправді не змінився. Її брати та сестра шоковані її прямолінійністю. Незважаючи на те, що Мік шкодує про скоєне, його любов все одно не має великого значення для Ніни. Мік зізнається, що не пам'ятає, чи спав він з матір'ю Кейсі. Він також пояснює, що не був здатний бути батьком, що розлютило Ніну, оскільки вона не могла вирішити, чи була вона здатна після смерті Джун. Вона просто робила те, що їй потрібно було зробити для своєї сім'ї, хоча вона воліла б займатися серфінгом у Португалії. Мік вирішує залишити своїх дітей у спокої. Він повертається в будинок і розбирається з поліцією, яку викликали, коли вечірка вийшла з-під контролю.
Інші приймають Кейсі як частину своєї сім'ї та заохочують Ніну поїхати до Португалії. Вона погоджується піти, розуміючи, що вони можуть подбати про себе. Джей прощає Гуду, який робить пропозицію Ешлі. Брати також погоджуються допомогти Кіт стати професійною серфінгісткою.
Коли Мік йде, він кидає недопалок в суху траву, запалюючи вогонь, який знищить будинок Ніни та запалить узбережжя.

## Відгуки
«Світанок Малібу» був бестселером New York Times і IndieBound.
Книга отримала рецензію зі зірочками від Booklist, а також позитивні відгуки від Kirkus, Publishers Weekly , The Irish Times, Parade, Elle , і The Washington Post. The New York Times Book Review дав змішану оцінку. Booklist відзначив аудіокнигу зірочкою.
У червні 2021 року Дженна Буш Гаґер вибрала «Світанок Малібу» для Книжкового клубу «Читайте з Дженною» на Today Show .
Книга також отримала нагороду Goodreads Choice Awards як найкраща історична література 2021 року.

## Адаптація
Перед тим, як книга була випущена, Hulu придбала права на її екранізацію в телевізійний мінісеріал. Ліз Тігелаар та Тейлор Дженкінс Рід будуть виконавчими продюсерками.